# Ботар
Ботар (укр. Ботар) — село в Пийтерфолвовской общине Закарпатской области Украины.
Население по переписи 2001 года составляло 924 человека. Почтовый индекс — 90365. Телефонный код — 03141. Занимает площадь 2,802 км². Код КОАТУУ — 2121282402.

## История
В 1946 году указом ПВС УССР село Батар переименовано в Братово.
В 2000 году селу возвращено историческое название.

## Местный совет
90365, с. Неветленфолу, вул. Фогодо, 36

## Примечание
1. ↑  Указ Президії Верховної Ради УРСР від 25.6.1946 «Про збереження історичних найменувань та уточнення … назв … Закарпатської області» — Вікіджерела. uk.wikisource.org. Дата обращения: 18 мая 2020. Архивировано 6 июля 2020 года.
2. ↑  Про відновлення окремим населеним пунктам Виноградівського району Закарпатської області колишніх найменувань. zakon.rada.gov.ua. Дата обращения: 26 марта 2020. Архивировано 26 марта 2020 года.